# Маундия
Маундия (лат. Maundia) — монотипный род травянистых растений, выделяемый в отдельное семейство Maundiaceae, в системе классификации APG IV включённое в порядок Частухоцветные (Alismatales). Включает всего один вид — Maundia triglochinoides — эндемик востока Австралии (штаты Квинсленд и Новый Южный Уэльс).
Род назван в честь британо-австралийского врача, химика и ботаника Джона Монда (англ. John Maund, 1823—1858).

## Ботаническое описание

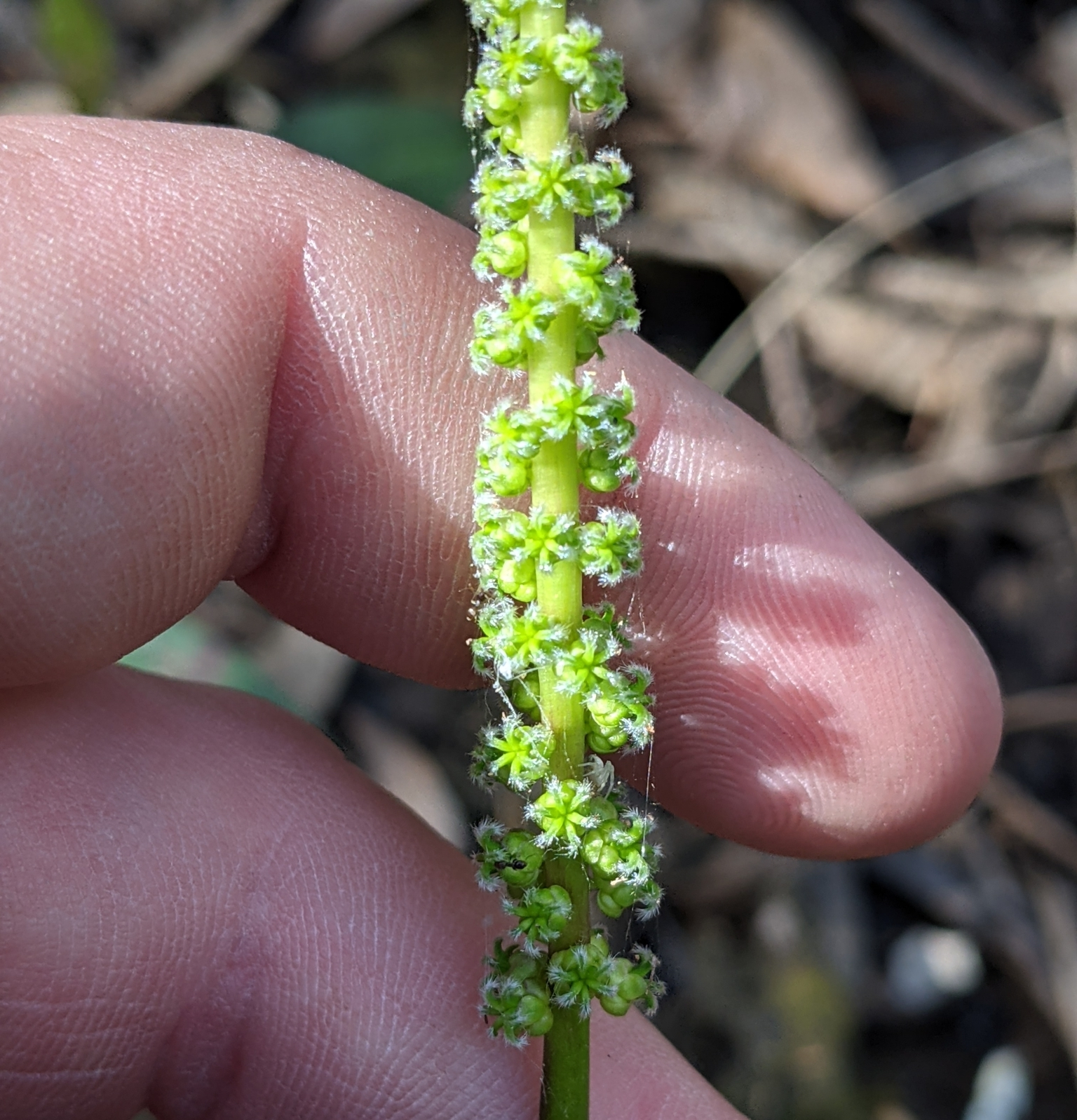
Соцветие

Сегментов околоцветника от 2 до 4. Тычинок обычно 6, пыльники сидячие. Семязачаток висячий, ортотропный.

## Синонимы
Синонимы вида
- Triglochin maundii F.Muell. (1867), nom. inval.
- Triglochin triglochinoides (F.Muell.) Druce (1917)